# Языковой вариант
Языковой вариант — одна из официально закреплённых версий плюрицентрическогo языка, как правило, возникающая в том случае, когда одним и тем же языком пользуются разные народы, возникшие в разное время на основе одного этнокультурного источника. Языковые варианты наиболее существенное влияние оказывают на изучение и эволюцию крупнейших, территориально наиболее распространённых языков мира, так как зачастую являются родными для нескольких народов в целом ряде государств. Наибольшим количеством полноценных и достаточно обособленных языковых вариантов отличаются испанский, английский, немецкий, португальский языки, а среди азиатских — малайский язык, арабский язык.

## Происхождение
Языковые варианты — в большинстве своём следствие европейской (и не только) колонизации континентов и заморских, обособленных регионов выходцами из метрополии. В наиболее типичных случаях (Северная и Южная Америки), колонизация регионов из метрополии имела место в определённый период времени (как правило XVI-XIX века), благодаря чему распространение языка в новом регионе имеет свои особенности. Оно имеет чёткий «привнесённый» характер, как правило базируется на речи столицы времён начала колонизации или говорах тех регионов метрополии, откуда прибыло наибольшее количество мигрантов. В условиях отсутствия телекоммуникации в этот период, ослабления притока мигрантов из метрополии, войн за независимость, иноязычных влияний и т. д. между языком колоний и метрополий накапливается значительное количество различий, которые, однако, вследствие возобновления контактов в XX—XXI веках не достигают таких различий, чтобы стать разными языками. Языковые варианты не стоит путать с диалектами, так как последние, как правило, существуют внутри как языка метрополии, так и языковых вариантов и, более того, выражаются в большинстве случаев лишь в просторечии, не имеют официального закрепления (хотя здесь имеются и исключения, например, полулитературные диалекты итальянского, которые, впрочем, можно считать и отдельными языками, а также немецкого, который к тому же имеет и языковые варианты).

## Русский язык
Не всегда, однако, обширная колонизация приводит к формированию языковых вариантов. Так, в русском языковом пространстве, несмотря на наличие заморских территорий (например, Сахалин), языковых вариантов до недавнего времени практически не было, что объясняется недавним заселением новых регионов Сибири и Дальнего Востока — во времена СССР, когда уже существовала система массового образования и густая сеть общесоветских СМИ. Практически исчезли в современном русском и диалекты, оставив после себя лишь отдельные говоры. Подобная черта заметно отличает изучение русского от других мировых языков, имеющих значительное количество вариантов.

## Испанский язык
Значительное распространение языковые варианты имеют внутри испанского языка. Объясняется это в первую очередь тем, что на родину испанского языка — Испанию — приходится менее 10 % всех носителей языка. А между тем испанским как родным пользуется до 450 миллионов человек (разбросанных по обширной территории более 20 государств), что больше, чем цифра для английского (около 380 миллионов).
Наиболее значимые официально закреплённые испанские языковые варианты существуют в Мексике, Аргентине, на Кубе, в Колумбии и т. д., и, конечно, в самой Испании.
- Испанский язык в Мексике, возникший на основе литературного испанского языка XVI века, с рядом индейских влияний в лексике.
- Испанский язык в Аргентине, возникший не без фонетического и интонационного влияния итальянского языка.
- Испанский язык на Кубе.

Следует отметить, что, несмотря на кажущиеся существенными различия между вариантами и диалектами испанского (в первую очередь — лексические и фонетические, в меньшей степени грамматические), взаимопонимание между ними сохраняется на более высоком уровне, чем в других языках с подобной ситуацией. Как ни странно, значительную роль в сохранении взаимопонимания играют популярные латиноамериканские телесериалы производства Мексики, Аргентины, Колумбии, США, которые широко транслируются по всему испаноязычному региону и знакомят зрителей с вариативными особенностями испанского в каждой из стран.

## Английский язык
В английском языке, также отличающемся обширным географическим ареалом и значительным числом говорящих, языковые варианты также официально закреплены в США, Великобритании, Австралии, Шотландии (имеющий специфическую фонетическую окраску); существуют они на полуофициальном уровне в Индии, Пакистане, ЮАР и т. д. (то есть странах с малым количеством носителей английского как родного языка).
- Английский язык в Великобритании
- Английский язык в Шотландии
- Английский язык в Ирландии
- Английский язык в США
- Английский язык в Канаде
- Английский язык в Австралии
- Английский язык в Новой Зеландии
- Английский язык в Индии
- Английский язык в ЮАР
- Английский язык на Карибах
- Афроамериканский английский

В отличие от испанского, характерной особенностью английских языковых вариантов, мало знакомой российской публике, является их крайнее разделение на диалекты белых» (более приближенные к стандарту Великобритании) и креолизированные говоры «цветных», отличающиеся фонетикой, более бедной лексикой и т. д., что является следствием широко практикующейся сегрегации, слабым распространением межрасовых контактов, скрытыми и открытыми проявлениями расизма с обеих сторон на всех уровнях (см. афроамериканцы).

## Португальский язык
В португальском языке, как и в испанском, большинство носителей проживает в Америке, а не в Португалии, причём абсолютно доминируют жители одной страны — Бразилии.

## Французский язык
Несмотря на негласное существование особого варианта французского языка в Канаде, со своей специфической фонетикой и лексикой (центром которого является провинция Квебек), администрация провинции сознательно не хочет стандартизировать этот вариант, поскольку боится, что это может привести к окончательному разрыву с французским языком Франции.

## Голландский и африкаанс
В истории есть и примеры того, как языковой вариант постепенно превращается в отдельный язык. Так, до 1925 года в ЮАР одним из официальных оставался стандартный нидерландский язык, хотя местное его наречие уже достаточно обособилось, и впоследствии получило международное признание как язык африкаанс, в котором, как и в английском и по тем же причинам, выделяются диалекты «цветных» и «белых».